# Falling into Infinity
Pour les articles homonymes, voir FII.
Albums de Dream Theater
A Change of Seasons
(1995) Once in a LIVEtime
(1998)
Falling Into Infinity (FII) est le quatrième album du groupe de metal progressif, Dream Theater, sorti le 23 septembre 1997. Le groupe a décidé, sur l'impulsion de sa maison de disques, de composer des morceaux plus aptes à passer en radio, au grand désarroi de certains fans. Cette stratégie ayant été un échec[citation nécessaire], Dream Theater reprend le style de composition qui a fait son succès dans l'album suivant, Metropolis Part 2: Scenes from a Memory. Plusieurs morceaux ont été largement modifiés entre les maquettes et l'enregistrement définitif, comme Burning My Soul, qui faisait plus de huit minutes à l'origine, et dont la partie instrumentale, séparée, a été enregistrée en tant que "Hell's Kitchen".
De plus, c'est le dernier album où apparaît le claviéiste Derek Sherinian.

## Liste des chansons
Toute la musique est composée par Dream Theater.
| No  | Titre                                                                      | Paroles                      | Durée       |
| --- | -------------------------------------------------------------------------- | ---------------------------- | ----------- |
| 1.  | New Millennium                                                             | Mike Portnoy                 | 8 min 20 s  |
| 2.  | You Not Me                                                                 | John Petrucci, Desmond Child | 4 min 58 s  |
| 3.  | Peruvian Skies                                                             | Petrucci                     | 6 min 43 s  |
| 4.  | Hollow Years                                                               | Petrucci                     | 5 min 53 s  |
| 5.  | Burning My Soul                                                            | Portnoy                      | 5 min 29 s  |
| 6.  | Hell's Kitchen                                                             | (Instrumental)               | 4 min 16 s  |
| 7.  | Lines in the Sand                                                          | Petrucci                     | 12 min 05 s |
| 8.  | Take Away My Pain                                                          | Petrucci                     | 6 min 03 s  |
| 9.  | Just Let Me Breathe                                                        | Portnoy                      | 5 min 28 s  |
| 10. | Anna Lee                                                                   | James LaBrie                 | 5 min 51 s  |
| 11. | Trial of Tears - I. It's Raining - II. Deep in Heaven - III. The Wasteland | John Myung                   | 13 min 07 s |

## Bootleg officiel
Le bootleg officiel Falling Into Infinity Demos (Ytsejam Records) comprend outre les titres de l'album :
1. Speak To Me 6 min 17 s (démo - parue en bonus sur l'édition japonaise et le CD du Fan Club de 1999)
2. Cover My Eyes 3 min 21 s (démo - parue sur le CD du fan Club de 1999)
3. Where Are You Now 7 min 26 s (démo - parue sur le CD du fan Club de 1999)
4. The Way It Used To Be 7 min 45 s (parue sur le maxi "Hollow Years" et le CD du Fan Club de 1999)
5. Raise The knife 11 min 35 s (parue sur le CD du fan Club de 1999 - version live sur l'album "Score")
6. Metropolis Part 2 21 min 25 s (démo - parue seulement sur le bootleg officiel "Falling Into Infinity Demos", version live)